# Radio AREF

Logo des Senders

Radio AREF (Arbeitsgemeinschaft Rundfunk der evangelischen Freikirchen im Großraum Nürnberg) ist ein privater Hörfunksender aus Nürnberg. Der Sender ist ein Gemeinschaftsprojekt mehrerer Freikirchen im Sendegebiet. Gesendet wird aus einem umgebauten Gartenhaus des methodistisch geführten Krankenhauses Martha-Maria in der Stadenstrasse.

## Geschichte
Der zweite freikirchliche Sender in dieser Region begann seine zweistündigen Magazine 1987 mit eigener Lizenz auf der Frequenz von Radio Z und CMS-Radio. Der Sender wechselte mit anderen Kirchensendern (Camillo 92,9, Pray 92,9) auf 92,9 MHz, wo zuvor auch schon Radio Meilensteine seinen Sendeplatz hatte. Der Sender ist seit 2005 zweimaliger Träger des BLM-Lokalfunkpreises in der Kategorie Verkündigung.

## Programm
Heute sendet AREF sonn- und feiertags um 10 Uhr den „Gospel Cocktail“, von 11 bis 12 Uhr folgen die Lichtblicke, ein kirchenaktuelles Magazin für die Senderegion. Die terrestrische Sendefrequenz beträgt 92,9 MHz, weiterhin erfolgt die Verbreitung über das Kabelnetz im Großraum Nürnberg und weltweit im Internet.
Radio AREF hat unter dem Titel „Christ aktuell“ als Programmpartner Textbeiträge zum Kabel-Texttafelkanal Informations- und Servicekanal (ISK, später Franken Info TV) beigetragen und war damit neben Franken Funk und Fernsehen und Telemedia Franken Infowerbung (Oschmann-Gruppe) einer der weiteren Programmpartner für das Programm- und Videotextangebot.

## Inhaber- und Beteiligungsverhältnisse
- Evangelisch-Freikirchliche Gemeinde Sperberstraße (20 %)
- Evangelisch-Freikirchliche Gemeinde Vestnertorgraben (20 %)
- Evangelisch-methodistische Kirche – Paulus-Gemeinde (20 %)
- Evangelisch-methodistische Kirche – Zions-Gemeinde (20 %)
- Freie evangelische Gemeinde (20 %)